# Sơn ca

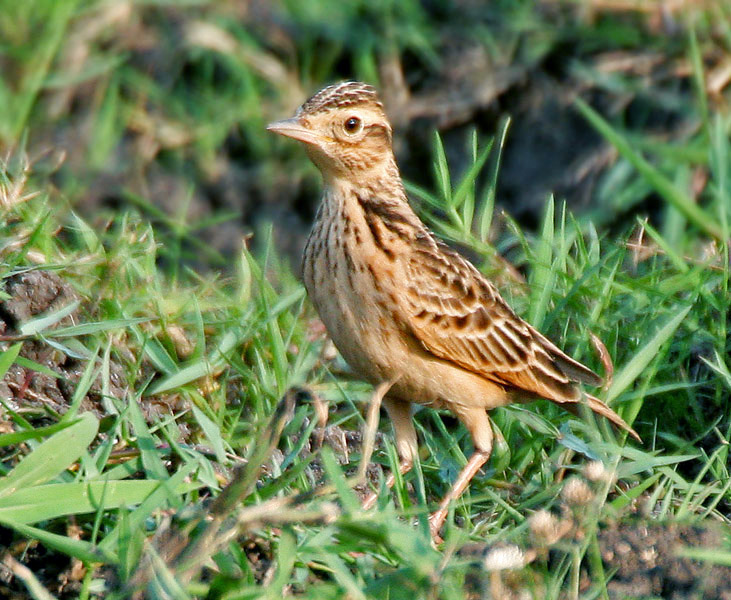
Tại hồ Kolleru, Andhra Pradesh, Ấn Độ.

Sơn ca hay Sơn ca phương Đông (danh pháp hai phần: Alauda gulgula) là một loài chim thuộc Họ Sơn ca. Loài này sinh sống ở Nam Á và Đông Nam Á. Giống như các loài sơn ca khác, nó được tìm thấy trong khu vực đồng cỏ thưa - thường gần các thủy vực - nơi nó ăn hạt và côn trùng.
Chúng thường bay vút lên bầu trời và cất tiếng hót trước khi liệng thấp xuống, chúng cũng có thể vừa bay liệng vừa hót để thu hút bạn tình.
Chúng có cơ thể dài khoảng 16 cm. Chúng có bộ lông sọc, màu vàng nâu trên, với lông đuôi màu trắng bên ngoài và mào lông ngắn. Con trống và con mái có bề ngoài tương tự.

### Phân loài
Mười ba phân loài được công nhận:
- Sơn ca Kashmir (A. g. lhamarum) hay Sơn ca nhỏ Kashmir - Meinertzhagen, R & Meinertzhagen, A, 1926: Tìm thấy ở núi Pamir và phía tây Himalayas
- A. g. inopinata - Bianchi, 1905: Tìm thấy ở cao nguyên Tây Tạng và tây bắc Trung Quốc
- A. g. vernayi - Mayr, 1941: Tìm thấy ở phía đông dãy Himalayas và phía tây nam Trung Quốc
- Western Oriental skylark (A. g. inconspicua) or Turkestan small skylark - Severtsov, 1873: Ban đầu được mô tả như một loài riêng biệt. Được tìm thấy từ miền nam Kazakhstan đến miền đông Iran, Pakistan và tây bắc Ấn Độ
- A. g. gulgula - Franklin, 1831: Được tìm thấy từ bắc trung bộ đến Sri Lanka và từ đông sang bắc Đông Dương
- A. g. dharmakumarsinhjii - Abdulali, 1976: tìm thấy ở Tây Trung bộ Ấn Độ
- A. g. australis - Brooks, WE, 1873: Ban đầu được mô tả như một loài riêng biệt. Tìm thấy ở phía tây nam Ấn Độ
- A. g. weigoldi - Hartert, 1922: Tìm thấy ở miền trung và miền đông Trung Quốc
- A. g. coelivox - Swinhoe, 1859: Ban đầu được mô tả như một loài riêng biệt. Tìm thấy ở miền nam và đông nam Trung Quốc, miền bắc Việt Nam
- A. g. sala - Swinhoe, 1870: Ban đầu được mô tả như một loài riêng biệt. Tìm thấy trên Đảo Hải Nam (ngoài khơi phía đông nam Trung Quốc)
- A. g. herberti - Hartert, 1923: Tìm thấy từ miền trung và đông nam Thái Lan đến miền nam Việt Nam
- A. g. wattersi - Swinhoe, 1871: Ban đầu được mô tả như một loài riêng biệt. Tìm thấy ở Đài Loan
- A. g. wolfei - Hachisuka, 1930: Tìm thấy ở Luzon (bắc Philippines)